# Zespół Keppenów-Lubinskiego
Zespół Keppenów-Lubinskiego (ang. Keppen-Lubinsky syndrome) – bardzo rzadki zespół wad wrodzonych. Na obraz kliniczny składa się lipodystrofia, szczególnie nasilona na twarzy, i ciężkie opóźnienie rozwoju psychoruchowego. Pierwszy przypadek został opisany przez Laurę Davis Keppen i Marka Keppena w 1994 roku u dziecka pochodzącego ze stanu Iowa. W 2003 roku Gianfranco Sebastio i wsp. z Uniwersytetu w Neapolu opisali drugi przypadek zespołu.